# 10mm 오토

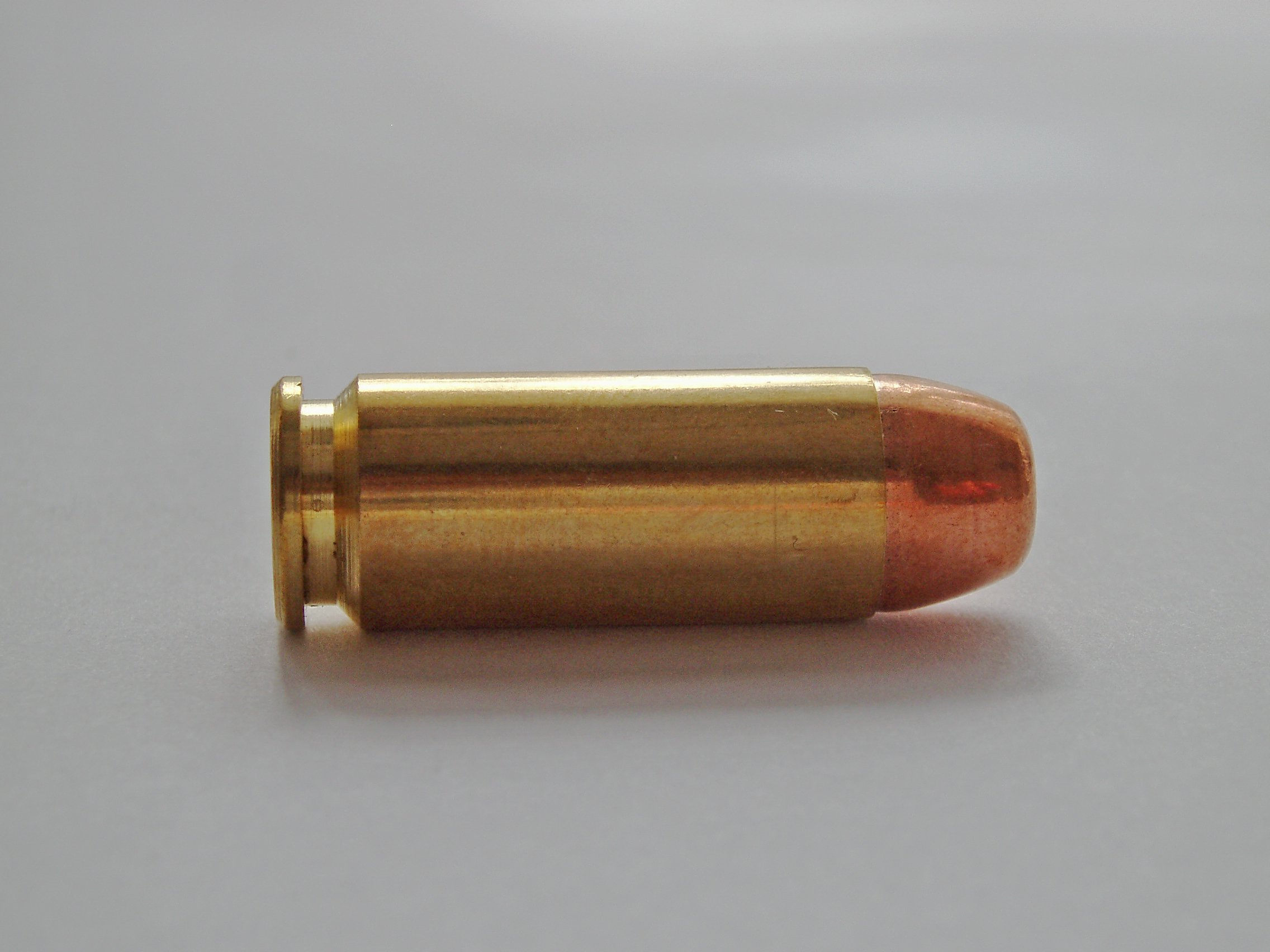

10mm 오토(10mm Auto 또는 10×25mm, 공식 C.I.P. 명칭: 10 mm Auto, 공식 SAAMI 명칭: 10mm Automatic)는 1983년에 도입된 강력하고 다용도의 반자동 권총 탄약통이다. 이 설계는 스웨덴 오모트포스의 탄약 제조사 FFV 노르마 AB에 의해 채택되어 나중에 생산되었다.
10mm는 1986년 FBI 마이애미 총격전 이후 1989년 연방수사국 (FBI)에 의해 사용을 위해 선택되었다. 시험 및 개발 과정에서 FBI 총기 훈련 부서는 반동과 총구 화염을 최소화하면서도 적절한 성능을 제공한다고 판단한 10mm 탄약의 경량화 버전을 개발했다. 이러한 경량화된 탄약은 10mm를 지급받은 요원들의 불만이나 훈련 문제로 인해 개발되었다고 흔히 주장되지만, 경량화된 탄약은 권총이 지급되기 전에 개발되었다. 이 탄약은 나중에 주로 1991년 리콜된 S&W 10mm 지급 권총 문제로 인해 퇴역되었다(인질 구출팀과 FBI 특수무기전술팀의 사용은 예외). 같은 해, FBI는 S&W 10mm 권총 문제가 해결되는 동안 임시 방편으로 9mm 구경의 SIG 권총을 지급하기 시작했다. 그 동안 S&W와 윈체스터는 FBI의 경량화된 10mm 탄약의 성능을 재현하면서도 9mm 탄약용 권총에 적합한 더 짧은 패키지의 .40S&W 탄약을 개발했다. .40S&W는 1990년에 도입되었지만, FBI는 그 후 몇 년 동안 채택하지 않았다. FBI는 결국 .40 S&W 탄약으로 전환하여 1997년에 요원들에게 .40S&W 권총을 지급하기 시작했다. .40S&W는 2015년에 9mm로 다시 전환할 때까지 FBI의 지급 탄약으로 남아있었다.

## 역사

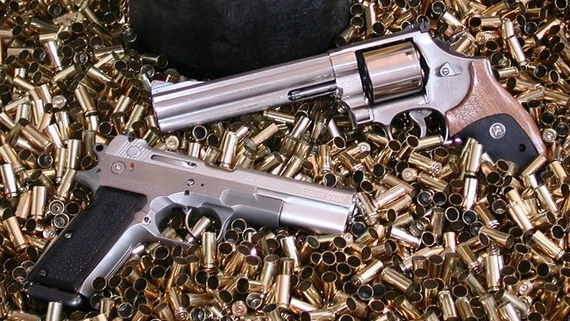
브렌 텐 (왼쪽)과 스미스 & 웨슨 모델 610 클래식 (오른쪽), 1983년.

FFV 노르마 AB (현재 노르마 프리시전 AB)는 CZ 75의 디자인에서 영감을 받은 새로 개발된 권총인 브렌 텐을 위해 도너스 & 딕슨 엔터프라이즈의 요청에 따라 탄약을 설계할 때, 제프 쿠퍼의 원래 개념보다 위력을 높이기로 결정했다. 그 결과 1983년에 도입되어 현재까지 생산되는 탄약은 매우 강력하며, 상대적으로 짧고 다재다능한 림리스 반자동 권총용 탄약에서 매그넘 리볼버 탄약의 평평한 탄도와 높은 에너지를 유지한다.
초기에는 구경 채택에 품질 관리 문제가 많았다. 이는 원래부터 브렌 텐만을 위해 설계된 권총의 수많은 (일부는 심지어 기본 설정된) 사전 주문을 충족시키기 위한 성급한 생산 때문이었다. 한 예로 초기 브렌 텐이 매거진 없이 딜러와 고객에게 발송된 특이한 상황이 있는데(매거진 자체에 문제가 있었다). 브렌 텐의 상대적으로 높은 가격 (1986년 권장소비자가격은 $500로, 2021년 미국 달러로 환산하면 $1,200에 해당) 역시 쇠퇴의 또 다른 요인이었고, 회사는 결국 파산을 선언하고 1986년 불규칙하고 표준 이하의 생산을 3년 만에 중단할 수밖에 없었다. 만약 콜트가 1987년 예상치 못한 결정으로 콜트 델타 엘리트 권총(콜트 M1911의 10mm 오토 버전)을 출시하고, 나중에 FBI가 1989년에 이 구경을 채택하지 않았다면, 이 탄약은 총기 역사의 잊혀진 각주가 되어 사라졌을지도 모른다.

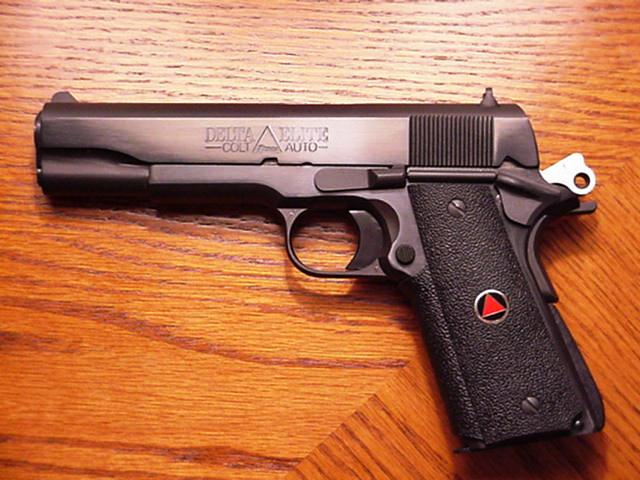
콜트 델타 엘리트

마이애미의 두 형사 TV 시리즈의 미디어 노출로 인해, 주인공 중 한 명이 자신의 주요 시그니처 무기로 이 권총을 사용하면서, 제조 중단 후 브렌 텐에 대한 수요가 증가했다. 그 후 5년 동안 표준 모델의 가격은 1,400달러 이상으로 치솟았고, 오리지널 매거진은 150달러 이상에 팔렸다.
연방수사국은 1990년 스미스 & 웨슨 모델 1076을 채택하기 전, 콜트 M1911 권총과 톰슨 모델 1928 기관단총을 기총으로 사용하여 10mm 오토를 잠시 현장 테스트했다. 이 모델은 모델 1026의 짧은 총열 버전으로, 슬라이드에 장착된 디콕/공이 고정 안전장치가 프레임에 장착된 디코커로 대체되었다. 헤클러운트코흐와 계약을 맺고 해당 탄약을 사용하는 특수 MP5를 제작하여 인질 구출팀 및 FBI 특수무기전술팀에서 사용하기 위해 MP5/10으로 지정되었다. 1994년부터 두 부대는 현재까지 이 무기와 구경을 사용하고 있다.
10mm 탄약은 1987년 9월 FBI 아카데미에서 열린 총상 탄도학 세미나 이후 연방수사국에서 사용하기 위해 선정되었는데, 이 세미나에서 좋은 탄약이 무엇을 해야 하는지 합의했지만, 9mm 또는 .45 ACP가 FBI 요구사항을 충족할 수 있는지에 대해서는 합의하지 못했다. 같은 해, 다양한 9mm 및 .45 ACP 권총을 사용하여 비공식적인 테스트가 수행되었다. 이 테스트는 "윈체스터에서 생산된 147 그레인 아음속 할로우 포인트 탄"이라고 설명된 9mm 탄약 유형만이 허용 가능한 관통력을 가졌음을 나타냈다. 이 테스트는 미래의 관찰자들에게는 일관성이 없거나 모순되는 것처럼 보였고, .45 ACP 및 미국 권총에 대한 심한 편견이 있다는 비난을 받았다.
후자의 10mm 보고서에 따르면 다음과 같이 결정되었다: "각 8개 관통 테스트에서 5발씩 발사하여, 각 구경 또는 탄약 유형 테스트에 총 40발을 제공했다". 첫 번째로 선택된 것은 위에 설명된 9mm였다. 두 번째는 ".45 구경, 레밍턴 185 그레인 할로우 포인트"였다. 총상 탄도학 워크숍 참가자들은 "우수한 관통력"을 가진 할로우 포인트가 필요하다는 "합의"에 도달했다.
10mm는 크기 면에서 다른 두 옵션의 "중간"으로 선택되었다. "상업용 탄약"은 "높은 약실 압력"을 가졌고, 이는 "심한 반동"과 "총구 폭발"을 초래했다. 180 그레인 할로우 포인트 탄환은 "초당 950피트의 속도로 수집되고 수제장전되었다". 나중에, 그들의 요구사항을 충족하는 공장 장전 탄약이 확보되었다. 시험 중에 10mm는 .45 ACP와 비교할 만하다고 밝혀졌지만 (탄환 무게와 속도가 이제 너무 비슷하므로 놀라운 일은 아니다), 10mm는 공간을 덜 차지하고 목표물에 절반 크기의 탄착군을 생성하는 것으로 밝혀졌다.
FBI가 탄환 무게와 속도 면에서 .45 ACP에 더 가까운 10mm 탄약을 채택함에 따라, 이러한 유형의 새로 제작된 탄약이 대량으로 필요하게 되었다. 이 요구 사항은 나중에 페더럴 프리미엄 탄약에 생산 및 추가 검토를 위해 제출되었다. 이것은 "10mm 라이트" 또는 "10mm FBI" 탄약 또는 감쇠된 10mm로 알려지게 되었으며, 오늘날 다양한 제조업체에서 여전히 흔하다. 이 경량 탄약에서 일부 권총 신뢰성 문제가 증가함에 따라, 스미스 & 웨슨은 원래 25mm에서 22mm 길이로 줄인 10mm 케이스 버전이 "10mm 라이트"의 성능 매개변수를 유지하면서 만들 수 있음을 관찰했다. 이렇게 변경된 탄약은 .40 스미스 & 웨슨으로 명명되었다. 더 짧은 케이스는 9mm 파라벨룸과 유사한 치수로 설계된 권총에 사용할 수 있도록 허용했으며, 손이 작은 사수들도 더 작은 프레임의 반자동 권총을 사용할 수 있다는 장점이 있었다. 통칭 "포티 칼" 및 기타 동의어로 불리는 이 혁신은 이후 미국의 법집행 기관과 미국 민간인 사이에서 흔한 권총 탄약이 되었고, 원래 10mm 오토는 여전히 상당히 인기가 있으며 특히 사냥꾼들 사이에서 최근 몇 년 동안 부활을 보였다.

## 치수
10mm 오토는 1.56 밀리리터 (24.1 그레인 H
2O)의 탄약 케이스 용량을 가지고 있다.
10mm Auto 최대 CIP 탄약 치수
이 탄약에 대한 일반적인 강선 꼬임 비율은 406.40mm (16인치당 1회전), 6개의 홈, 랜드 지름 = 9.91mm (.390인치), 홈 지름 = 10.17mm (.4005인치), 랜드 너비 = 3.05mm (.120인치)이다. 대형 또는 소형 권총 뇌관이 사용된다.
CIP 규정은 최대 압력을 230 MPa (33,000 psi)으로 명시한다. CIP 규제 국가에서는 모든 권총/탄약 조합이 소비자 판매를 위해 130%의 최대 CIP 압력으로 시험발사되어야 한다.
10mm Auto에 대한 SAAMI 최대 압력 한계는 37,500 psi (259 MPa)로 설정되어 있다.

## 성능
중간 잠재력에서 10mm 오토는 평균 .357 매그넘 탄약보다 높은 에너지를 생산한다. 10mm는 고성능 상업용 탄약이나 수제 장전된 .357 매그넘보다 약간 위력이 약하며, 표준 .41 매그넘 탄약보다도 약하다. 이 탄약은 고속으로 간주되어 다른 권총 탄약에 비해 발사 시 호를 덜 그리는 비행 경로("직사"라고도 함)를 갖는다. 더 강력한 탄약은 최고 성능의 .357 매그넘 탄약과 동등하며, 100야드에서도 .45 ACP가 총구에서 가지는 것보다 더 많은 운동 에너지를 유지한다.
10mm는 유사한 탄환 무게를 사용할 때 사용 가능한 최대 위력 탄약을 기준으로 .40 S&W보다 150–300 ft/s (46–91 m/s) 더 나은 성능을 보인다. 이는 일부 탄약 카탈로그에서 여전히 볼 수 있는 "10mm FBI" 수준의 탄약과는 대조적이다. 이러한 결과는 10mm 오토의 SAAMI 압력 등급이 37,500 psi (259 MPa)로 .40 S&W의 35,000 psi (240 MPa)보다 높고, 더 큰 케이스 용량으로 인해 더 무거운 탄환과 더 많은 무연 화약을 사용할 수 있기 때문이다.

## 용도

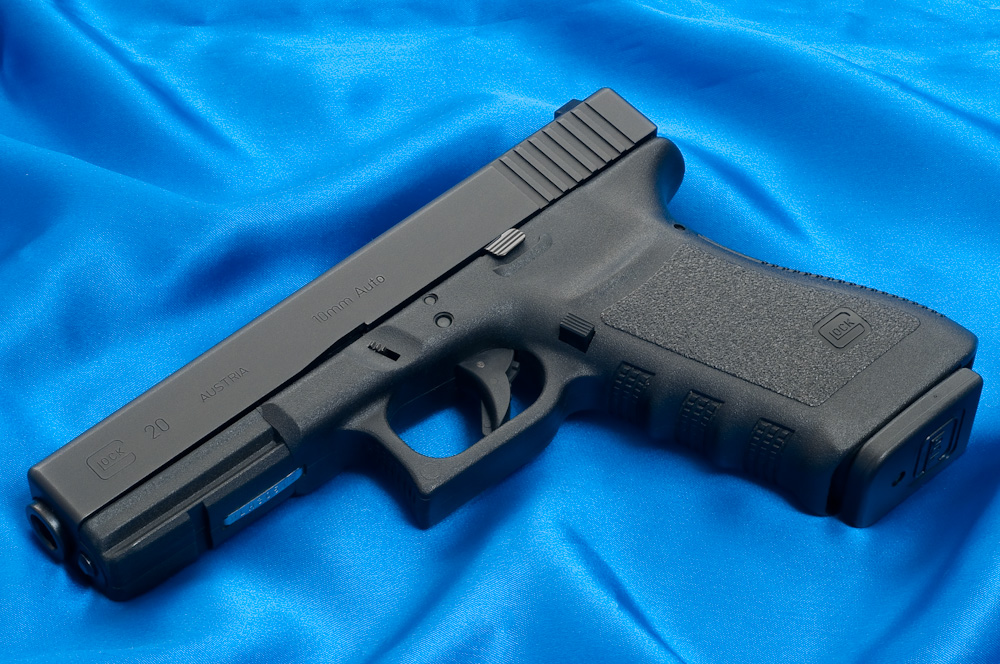
글록 20

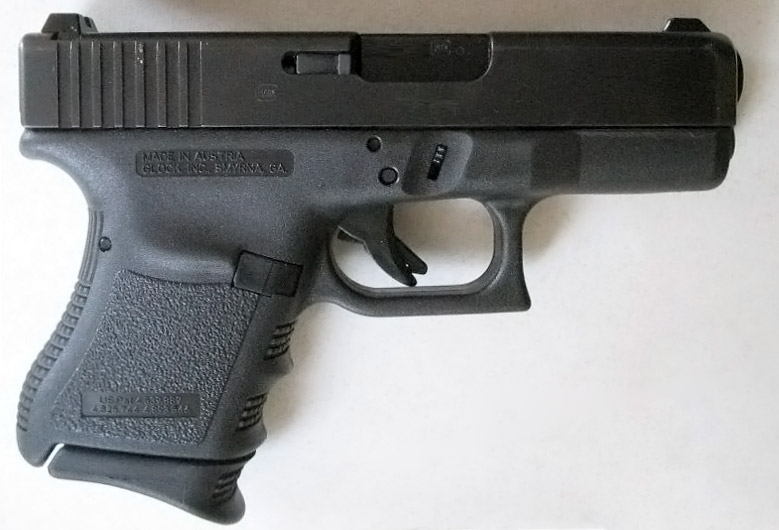
글록 29

10mm 오토는 사냥, 방어, 그리고 전술적 용도로 판매되며, 많은 미국 주에서 흰꼬리사슴 사냥에 합법적인 몇 안 되는 반자동, 림리스 탄약 중 하나이다. 이 탄환은 국제 실용 사격 연맹에서 가벼운 탄약으로도 "메이저" 파워 팩터 순위를 차지한다.
FBI 인질 구출팀, FBI 특수무기전술팀, 그리고 기타 다양한 법집행 기관들은 코코넛 크릭 경찰서, 글래스고, 몬태나 경찰서, 바이마르 경찰서, 그리고 샌프란시스코 베이 에어리어 고속철도 (BART) 경찰국을 포함하여 계속해서 10mm를 지급하거나 사용을 승인하고 있다.
군사 용도에서는 덴마크 정부가 그린란드 북동부 다네보르에 본부를 둔 슬레데파트룰리엔 시리우스 (시리우스 썰매 순찰대)에 글록 20을 지급했다. 이 권총들은 순찰 중 만나는 북극곰에 대한 최후의 방어 수단으로 지급되었다.

## 같이 보기
- 9×25mm 딜런
- 10mm 구경
- 권총 탄약 목록
- 권총 및 소총 탄약표